# Indian Telephone Industry Mankapur
Indian Telephone Industry Mankapur è una suddivisione dell'India, classificata come census town, di 9.547 abitanti, situata nel distretto di Gonda, nello stato federato dell'Uttar Pradesh. 